# 孫峻
孫 峻（そん しゅん）は、中国三国時代の武将・政治家。字は子遠。呉の皇族である孫氏の一族。曾祖父は孫静。祖父は孫暠。父は孫恭。伯父は孫綽・孫超。従弟は孫憲・孫綝・孫拠・孫恩・孫幹・孫闓。『三国志』呉志に伝がある。

## 生涯
父は呉に仕え、散騎常侍にまでなっている。孫峻は馬術・弓術に巧みで、思い切りが良かったという。
孫権時代の末期に武衛都尉から侍中となった。孫権は二宮事件の際、孫和と孫覇の争いに決着をつけようと、孫和の廃位を臣下に相談した。このとき、孫峻はその相談相手となった。孫権は孫和を廃位し末子の孫亮を立てた。
後に孫権の病が重くなり、争いの真相に気づいて孫和を許そうとしたときは、孫弘や全公主（孫魯班）と共にこれを阻止したという。孫権臨終の際には、孫権に対し諸葛恪を自らの補佐役にするよう、強く推薦した。孫峻は武衛将軍・侍中・都郷侯となり、政務一般の輔弼を孫権から委ねられた。孫権の死後、まもなく孫弘が諸葛恪の暗殺を謀ると、孫峻はそのことを諸葛恪に知らせ、共に孫弘を殺害した。
孫亮が即位すると、諸葛恪・滕胤と共に協力して政治を行なった。しかし諸葛恪は、魏への遠征を強行し敗戦すると、権力的な不安から次第に独裁色を強め、近衛軍の人事などをめぐり孫峻らと対立した。そこで孫峻は、孫亮を抱き込み、諸葛恪を宴会に呼び寄せた上で、勅命と称して自ら斬殺した。孫峻は宴席の場で、諸葛恪の側近の張約の右腕を自ら剣をふるって斬り落とし、騒ぎを聞きつけた衛兵が来ると、諸葛恪を殺害したことを告げて衛兵を下がらせ、床を掃除させるとそのまま宴会を継続したという。また、騎督の劉承に命じて、逃亡した諸葛恪の一族や張震・常侍の朱恩などそれに連なる人達を追撃させ、ことごとく殺害した。さらに、孫和をも諸葛恪と謀って復権を目指していたとして、印綬を没収し新都に強制移住させた上で自殺を命じた。諸葛恪と親しかった聶友を疎んじ、鬱林太守へ左遷することを企て、聶友を憂死させた。
滕胤が諸葛恪と親しく、また縁戚でもあったため、自ら辞職を申し出てきたが、孫峻は慰留させた。群臣達は孫峻を太尉に、滕胤を司徒に任命するよう上奏したが、孫峻に阿る者達がいたため実現しなかった。結局は、孫峻が丞相・大将軍・富春侯となり呉の実権を掌握することになった。丞相の副官である御史大夫は設置されなかったという。孫峻と滕胤は内心しっくりしなかったが、表面上はお互いを立てたため、共同歩調をとることができた。孫峻は滕胤を高密侯に昇進させた。
孫峻の政治は、諸葛恪と何ら変わらぬ、帝を傀儡とした専横だった。さらに、元々名声がなかったことに加え、多くの人々を処刑したり、全公主（孫魯班）と密通し、全公主の意を受けて毎晩宮女を犯すなど専横を極めたため、周囲から恨まれた。
五鳳元年（254年）秋、孫英が孫峻の誅殺を計画したが、計画が洩れたため自殺した。
翌五鳳2年（255年）春正月、魏の毌丘倹・文欽が寿春で反乱を起こし、魏の追討軍を迎撃するため寿春を留守にした。孫峻はその隙に乗じて、呂拠・留賛を率いて寿春を襲撃しようとした。しかし、魏の司馬師が項城で毌丘倹、楽嘉で文欽を引きつけている隙に、諸葛誕に命じて寿春を平定させたため、先んじられた孫峻は軍を撤退させざるをえなかった（毌丘倹・文欽の乱）。その途中、楽嘉で敗北した文欽が数万の兵とともに投降してきたため、これを迎え入れた。撤退時に呂拠・丁奉は高亭で魏の曹珍を破った。留賛が病気になったため帰還させようとしたが、留賛は諸葛誕が派遣した蔣班の別働隊から追撃を受け、菰陂において将軍の孫楞・蔣脩と共に殺害された。
同年3月、朱異に命じて安豊を攻撃させたが、陥落させることが出来なかった。
同年秋7月、蜀漢から使者がやってくると、将軍の孫儀・張怡・林恂は会見の宴席上で孫峻を誅殺しようとした。しかしまた計画が発覚したため、孫儀らは自殺した。この計画で数十人の者が連座し、朱公主（孫魯育、朱拠の未亡人で、劉纂の妻）も誅殺された。
孫峻は広陵に城を築き、北伐の拠点にしようとした。滕胤がこれを諌めたが、孫峻はそれを黙殺して続行させた。しかし、城が完成することはなかったため、民衆は餓え、軍士らも心が離れたという。
五鳳3年（256年）8月、寵愛する降将の文欽の勧めにより、文欽・劉纂・呂拠・朱異・唐咨を先鋒にして、青州・徐州へ侵略しようとした。孫峻は滕胤と共に石頭まで出かけ、出征軍のために宴席を張り、従者を100人ほど引き連れて呂拠の陣屋に入った。しかし、呂拠が軍を乱れなく統率している姿を見て、警戒する気持ちが強くなり、心臓の具合が悪いと称しすぐに引き揚げてしまった。
孫峻はまもなく、諸葛恪に殴られる夢を見たため、それに恐れ病に倒れ、そのまま同年9月に病死した。39歳であった。
孫峻の死後、遺言により孫綝が孫峻の立場を引き継ぐことになった。孫綝は対立する呂拠や滕胤を滅ぼし、孫峻と同様に専横の限りを尽くした。やがて孫綝は孫亮を廃位し孫休を立てたが、孫休の謀略により処刑された。孫峻は墓を暴かれ、副葬品の印綬を剥奪された上で、棺を削って埋め戻されたという。孫休は孫峻・孫綝と同族であることを嫌い、彼等2人を一族の系図から外し、「故峻」「故綝」と呼ばせるようにした。
小説『三国志演義』でも、諸葛恪が暗殺される場面で、その首謀者として登場する。